# Château de la Montagne (Saint-Honoré-les-Bains)
Pour les articles homonymes, voir Château de la Montagne.
Le château de la Montagne est situé sur le finage de Saint-Honoré-les-Bains, dans le parc naturel régional du Morvan, département de la Nièvre.
Le château, les communs, les bâtiments de la régie, le chenil, le colombier, les écuries, la ferme, la maison du cocher, les mousseaux, la maison du jardin, le fruitier et l'orangerie : inscription au titre des Monuments historiques par arrêté du 20 mars 1995, l'ancienne poterie : La Poterie de la Montagne : classement par arrêté de 17 juillet 1997. Le parc et tous les éléments qu'il renferme : les terrasses, les murs, les, bassins, la maison de poupée, les parterres, les allées d'arbres, les façades et toitures de l'ancien bâtiment de la tuilerie : inscription par arrêté du 14 octobre 2002. La glacière, le captage et le réseau hydraulique de la source du Deffend, les captages, collecteurs et le réseau hydraulique de la Vieille Montagne : inscription par arrêté du 26 août 2022.

## Historique
Le premier château fut édifié au sommet de la Vieille Montagne à 556 mètres d'altitude, succédant sûrement à un oppidum gallo-romain qui servait de relai entre Bibracte sur le Mont Beuvray et les rives de la Loire.
Cette place-forte avait son entrée par le Sud  sur la route de Sémelay à Villapourçon. Elle possédait un donjon entouré d'un rempart la séparant de la place d'armes. Il ne reste aujourd'hui que très peu de traces des fondations de cette forteresse perdues dans la végétation. Ses vestiges sont décrits dans le terrier que fit réaliser Guillaume des Jours en 1537.
Au début du IXe siècle la région était partagée entre deux grandes familles : les sires de Châtillon-en-Bazois occupaient la plaine et dans la partie montagneuse les barons de Glanes et de Larochemillay régnaient en maîtres.
En 1171 Alix de Glenne épouse Jean Ier de Châtillon apportant à son époux cette terre. Le domaine de Glane était autrefois possession des évêques d'Autun. Les Châtillon possédaient des terres à cheval entre Bourgogne et Nivernais dont les limites étaient très floues. Les conflits continuels entre le duc de Bourgogne et les évêques d'Autun affaiblirent les seigneuries qui passèrent sous l'autorité des ducs au XIVe siècle
En 1218, les sires de Châtillon-en-Bazois se disent Hommes liges du comte de Nevers et s'engagent à le servir loyalement puisqu'à cette date c'est Agnès II de Donzy qui est comtesse de Nevers, d'Auxerre et de Tonnerre et qu'elle est l'épouse de Guy de Châtillon.
Des conflits successoraux, les guerres continuèrent de ruiner cette seigneurie. En 1326 Girard de Châtillon, refusa de faire foi et hommage à Louis II de Nevers, comte de Nevers qui au terme d'une conciliation promit mille livres pour la mouvance de la Rochemillay et lui accorda le droit de haute et basse justice à Villaporçon à la condition que les appels soient portés au bailliage de Moulins-Engilbert.
La fille de Jeanne de Chatillon-en-Bazois, épouse de Girard de Bourbon, épousa Guillaume de Bourbon et lui apporta la seigneurie de la Montagne.  En 1386 elle est veuve et fait hommage au comte de Nevers tant en son nom qu'en celui de ses enfants. 

En 1427, Antoine de Toulongeon, futur Maréchal de Bourgogne, fait réaliser un terrier par maître Falconnet ne comportant que les redevances dues à la seigneurie.
Robert de Damas fut allié de Philippe le Bon et participa en 1432 à la prise du château de la Roche de Solutré. Jean de Damas, son fils fut conseiller et chambellan de Philippe le Bon et en 1468 fut nommé Chevalier de la Toison d'or par Charles le Téméraire. François de Damas, baron de Digoine, seigneur de la Montagne et de Beauréduit, fut chambellan de Philippe le Bon. Il épousa le 11 octobre 1497, Jeanne de Saint-Palais et vendit la seigneurie de la Montagne à la maison bourguignonne de la Boutière.
Ce premier château fut probablement détruit par les soldats étrangers qui ravagèrent le pays entre 1512 et 1533. Decize, fut pillée et en partie ruinée par les troupes d'italiens du comte de Belle-Joyeuse le 12 mai 1525
Quelques années plus tard, Charles de la Boutière revend cette terre à Guillaume des Jours, seigneur de Moutceau, lequel en 1536 épouse Catherine dame de Grandrye. Il décéda en laissant sa femme devant les nombreux procès qu'il avait en cours et d'importantes dettes. Son beau-frère, Charles de Grandrye fait saisir la terre de la Montagne le 8 février 1545 et ses requêtes n'aboutirent qu'en 1549. Sans postérité, il légua ses biens à sa femme et à ses deux neveux. Le partage attribua la terre de la Montagne à Guillaume de Grandrye qui devant embrasser l'état ecclésiastique avait reçu l'Abbaye de Grand Champ dont il conserva le nom. Il embrassa le parti de la religion dite Réformée et entra dans la carrière militaire. Il fut chambellan du duc d'Alençon, le frère de Charles IX. Ambassadeur à Constantinople de 1566 à 1570, il retrouva en 1571 son château entièrement ruiné.
Il décide de le reconstruire au sud de Saint-Honoré, au-dessus du ruisseau de Seu à l'emplacement de l'actuel château, sur les ruines d'une antique maison forte dont il restait des vestiges de fossés, mais la Saint-Barthélemy le contraint à fuir en Suisse, retardant la réalisation de son projet. Son ambassade et les dépenses faites au château ruinèrent Guillaume de Grandrye, qui essaya de vendre sa seigneurie à Étienne Reste, bourgeois de Lyon. Son frère Pierre ayant été informé de cette transaction en cours fit saisir la Montagne le 22 septembre 1582. Un long procès se termina par l'adjudication de la seigneurie le 3 février 1596 à Jean de Chandon, conseiller du roi en ses conseils d'État et privés. Il eut trois filles et c'est l'aînée Anne de Chandon qui porta en dot la Montagne à  Ponthus de Cyberand, écuyer, seigneur de Bois Goutillard en Beaujolais, Bailli en maconnais, Enseigne de la Compagnie du duc d'Elbeuf. Le couple n'habita que rarement à la Montagne.
Le 1er novembre 1639 elle fait donation de l'ensemble de ses biens à son neveu Christophe de Séve, Chevalier, auditeur en la Chambre des Comptes de Paris, puis Conseiller du Roi en ses conseils et, son maître ordinaire, seigneur de Stinville, Forest, Lardy et de la Montagne. Pour que le curé de Saint-Honoré vienne deux fois l'an célébrer une messe haute dans la chapelle du château il fonde le 14 décembre 1658 une rente perpétuelle, payable à la Saint-Christophe et une autre pour la Saint-Charles. Le 21 mai 1696, le seigneur de la Montagne, loue pour douze années à Nicolas Descombes, une place à bâtir et, une place pour vendre le vin le jour des foires dans un chaume ou se tenaient les dites foires moyennant, un gâteau payable au château à chacune des veilles des dites foires.
Sa fille: Geneviève-Antoinette de Séve, n'ayant pas de postérité vendit sa seigneurie le 16 janvier 1714 au sire Claude François Sallonyer de Montbaron, Secrétaire de la Chambre des comptes de Dole, qui ne veut pas donner une sol pour les meubles du château qui ne valent rien. Il rendit son âme à Dieu en 1745, laissant sa seigneurie à son fils Jean-Marie Sallonyer de Montbaron. Celui-ci fait l'acquisition des thermes de Saint-Honoré en 1770.
Le 24 mai 1773, un terrible orage s'abat sur la région, causant la mort de plusieurs personnes et faisant des dommages considérables au château. Jean-Marie de Sallonyer décide de reconstruire un nouveau château, au même endroit, respectant les fossés, mais dans une architecture au goût du jour, avec plus de confort. Son choix se porta sur un architecte italien de la vallée de Séze : Jean-Baptiste Caristi à qui l'on doit les ornements et le bassin de la fontaine publique de Saulieu. Monsieur de Sallonyer trépassa le 10 juillet 1781 dans sa soixante-huitième années. Il laissa ses biens  aux enfants de sa cousine germaine qui vendirent le domaine le 16 septembre 1786 à Antoine Pierre de Viel de Lunas, chevalier de Viel, comte de Lunas et à son frère Antoine Louis François de Viel de Lunas d'Espeuilles, chevalier et marquis d'Espeuilles. Les membres de la Maison de Viel de Lunas avaient le droit de siéger aux états de Languedoc et possédèrent plusieurs seigneuries en Nivernais.
Pierre de Viel de Lunas, resta célibataire et laissa la seigneurie à son frère. Le fils de Louis de Viel de Lunas d'Espeuilles, Antoine Théodore de Viel de Lunas d'Espeuilles (1803-1871), sera conseiller général de la Nièvre et sénateur de l'Empire. C'est lui qui va faire restaurer les thermes et créer La Poterie de la Montagne et lancera la station thermale. Son fils Marie-Louis Antonin fut général de division, il sera Sénateur de la Nièvre et décédera au château en 1913.
Le château appartient toujours à la famille d'Espeuilles et ne se visite qu'aux journées du Patrimoine.

## Architecture

### Premier château de la Montagne
«  Bâti sur un monticule qui le fait paraître plus beau au dehors qu'il ne l'est au dedans. Il est entouré d'un beau fossé qui ne manque jamais d'eau. On y entre par un pont-levis garni de chaînes. La cour est assez belle, il y a deux grosses tours couvertes de tuiles. Le corps du bâtiment est un pavillon fort élevé couvert d'ardoises. On y pénètre par un escalier de 14 degrés très large en pierres. L'entrée est assez obscure car elle est constituée d'une espèce de tour aussi couverte d'ardoises. Pour aller dans le jardin, on passe sur le pont-levis qui est très mauvais. Il y a sur la gauche, le long du chemin qui vient de Saint-Honoré, au-dessus du ruisseau de Seu, une belle allée de charmilles et, une autre, sur la droite, dont les arbres sont tous morts. Ces allées aboutissent à une grande chaume où se tient, deux fois par an, une grande foire et où il y a une grande hall qui était autrefois couverte d'esseaunes et qui ne l'est plus à présent que de paille  »

### Second château de la Montagne
Construit de 1773 à 1776 par l'architecte Jean-Baptiste Caristie, il avait conservé ses fossés qui étaient encore remplis d'eau en 1786.
La demeure est constituée d'un grand corps de logis flanqué de deux ailes dont celle de gauche se termine par une chapelle
C'est l'architecte Duban, qui dans les années 1839 - 1840 réalisera les importantes modifications que nous pouvons toujours voir : escalier d'honneur, grand-salon, salle à manger, bibliothèque (décor Napoléon III), serre-jardin (disparue). Le vestibule a des voûtes du XVIe siècle et comporte un énorme poêle alsacien. Parmi les artistes ayant participé à la décoration de l'édifice notons: le maître verrier Diderot Anglade, et Rouillard qui réalisa également le chemin de croix de l'église de Chiddes.
Monsieur Bernard Collette, architecte en chef des Bâtiments Civils et Palais Nationaux, Inspecteur général honoraire des Monuments Historiques a remarqué que les décors au pochoir fait ici furent reproduits dans une pièce du rez-de-chaussée du château de Champlevrier.

#### La Chapelle
Ici reposent les membres de la famille de Viel de Lunas d'Espeuilles. C'est l'architecte décorateur Félix Duban qui sera chargé de sa restauration, il avait auparavant restauré la Sainte Chapelle et réalisé des aménagements à la galerie d'Apollon au Louvre. Boiseries et vitraux.
Elle est de plan carré.

#### Escalier d'honneur
En haut de cet escalier la statue de Antoine Théodore tuant un sanglier  qui faisait un horrible carnage parmi ses chiens par le sculpteur Pierre Louis Rouillard (1820-1881), posée sur un piédestal garni de reliefs, représentant le marquis tuant la bête au moment où elle allait passer sous son cheval. Messieurs Mac-Mahon et Pracomtal accourent avec le fameux piqueur Racot, illustré par le marquis de Foudras. Objet  Classé MH (2003).

#### Salle à manger
Cheminée sculptée et boiseries en chêne

#### Salons de réception
Avec plafond surélevé à l'italienne, vitraux aux fenêtres et magnifique cheminée de marbre blanc d'Italie.

#### Salle de billard
Cheminée Louis XV. Au mur des portraits peints de membres de la famille dont : le Duc de Bassano, ministre de Napoléon Ier

#### Jardin d'hiver
Aujourd'hui disparu

#### Colombier
Accueillant jusqu'à 1 400 pigeons

## Propriétaires
- 1171    - Jean Ier de Châtillon et Alix de Glenne
- 1241    - Hugues II, sire de Jalligny,
- 1251    - Huguenin
- 1326    - Girard de Châtillon seigneur de la Roche et de la Montagne
- 1380 ca - Guillaume de Bourbon seigneur de la Montagne par son épouse.
- 1386    - Jeanne de Bourbon, veuve de Guillaume de Bourbon et ses enfants, Guyot, Léonard, Guillaume, Jeanne, Catherine et Yolande
- 1427    - Catherine de Bourbon porta la Montagne à Antoine de Beaulmont, alias de   Toulongeon  qui fit refaire le terrier cette année-là.
- 1430    - Maison de Damas
- 1463    - Robert de Damas
- 1512    - Vente du château le 20 janvier 1512 par François de Damas à la famille de la Boutière.
- 1512    - Maison de la Boutière (Pierre de La Boutière)
- 1520    - Guillaume des Jours achète à Charles de la Boutière le fief de la Montagne
- 1525    - Guillaume Ier de Grandrye, écuyer, seigneur du lieu et de Besne ; grenetier de Moulins-Engilbert
- 1549    - Charles de Grandrye fils du précédent, devient propriétaire de la Montagne, et de Besne à la mort de son père, il est ambassadeur chez les Grisons, chevalier de l'Ordre du Roi, gentilhomme ordinaire de la chambre du roi, élu de la noblesse aux États généraux de 1560 à Orléans avec Guy Coquille. Décédé sans postérité lègue à son épouse et à ses deux neveux.
- 1571 ca - Jeanne Bolacre, veuve de Charles de Grandrye, Pierre de Grandrye et Guillaume de Grandrye, seigneur de Grandchamp, chevaliers, gentilshommes de la chambre du roi, sieurs de Ruères, du Montceau, et du Crot-d'Achun, neveux du précédent qui en firent partage en 1571[8],[9].
- 1581    - Guillaume II de Grandrye, seigneur de la Montagne, de Montjou, de Rangère, de La Chaume... époux de Marie Bataille dont une fille, mariée à Jean de Chandon.
- 1596    - Jean de Chandon adjudicataire de la seigneurie de la Montagne le 22 septembre 1596, écuyer, conseiller d'État et premier président à la cour des aides  de Paris.
- 1610 ca - Anne de Chandon fille du précédent et son époux Ponthus de Cyberand, ou Pontus de Ciberand, bailli de Mâconnais, sieur de Broye et de Jarnasse
- 1620 ca - Jean de Mathieu
- 1639    - Christophe de Sève reçoit par donation de sa tante la seigneurie de la Montagne, le 1er novembre 1639. Il était chevalier, seigneur de Stinville et époux de Jeanne de Mathieu ils eurent un fils : Charles de Sève
- 1650 ca - Charles de Sève, il fonda au moyen d'une rente de dix livres dans la chapelle du château, deux messes haultes, fixées aux jours de St Christophe et de St Charles pour lui et son père.
- 1670 ca - Geneviève Antoinette de Sève, fille du précédent et épouse de Antoine Genoud, chevalier, sieur de Guibeville, union sans postérité. Elle vendit la seigneurie le 16 janvier 1714 à Claude François Sallonnyer de Montbaron, pour 36 000 livres.
- 1714    - François Sallonyer de Montbaron (... - †1745), seigneur d'Argoulais, marié en premières noces avec Françoise Andrée de Charency, puis en secondes noces avec Marie-Madeleine Girard de Vannes, marquise d'Espeuilles.
- 1745    - Jean-Marie Sallonyer de Montbaron (1713- † 31 juillet 1781), en son château de La Montagne, fit aveu en 1777, le château n'avait pas encore été reconstruit. Sans postérité il testa en faveur des enfants de Paul, comte de Chabannes et de Marie-Madeleine Sallonnyer, sa cousine germaine, en 1781. Il vendit son domaine tant en son nom qu'en celui  de ses cohéritiers le 16 septembre 1785 pour 416.000 livres à Pierre Viel, chevalier, comte de Lunas, seigneur d'Aglan et de Lamenais, capitaine de cavalerie au régiment de la Reine, et à Louis François son frère, marquis d'Espeuilles, major au régiment d'Angoulême, conseiller général de la Nièvre[10].
- 1786    - Antoine Pierre Viel de Lunas, chevalier de Viel, comte de Lunas, chevalier et marquis d'Espeuilles (1760-1837) sans postérité et son frère : Antoine Louis François Viel de Lunas d'Espeuilles (1761-1836).
- 1790 ca - Louis  Viel de Lunas d'Espeuilles, maire de St Honoré-les-Bains
- 1836    - Antoine Théodore Viel de Lunas d'Espeuilles (1803-1871), Sénateur, conseiller général de la Nièvre, maire pendant plus de 20 ans de St Honoré.
- 1871 ca - Marie Louis Antonin Viel de Lunas d'Espeuilles (1831-1913), Général de Division, Sénateur et Conseiller général de la Nièvre.

## Armoiries
« De gueules, à une ville enceinte de murs, flanquée de tours, le tout d'argent, maçonné de sable; au chef cousu d'azur, chargé d'un croissant d'argent entre deux étoiles de même »

## Terriers, propriétés
La terre de la Montagne se composait autrefois de 715 hectares de forêts, où le prieur et les habitants de Saint-Honoré avaient droit d'usage et de pacage; de 11 domaines et de 13 étangs : à savoir 7 grands et 6 petits. Cette terre mouvait en fief, pour les deux tiers, des sires de Châtillon-en-Bazois, et pour l'autre tiers des ducs de Nevers. Une transaction s'effectua en 1535, pour la mouvance entre les suzerains. La femme de Guillaume Ier de Grandrye : Jacquette Aubry fit refaire le terrier en 1537. Cette seigneurie avait dans sa dépendance plusieurs fiefs. Il jouissait du droit de guet et garde pour son château, de pêche, de chasse, même dans plusieurs forêts dépendant du comté de la Roche-Milay. Ainsi que diverses autres redevances, utiles ou honorifiques dans les paroisses de Moulins-Engilbert ; Commagny ; de Maux et de Blismes
Haute justice,
décorée du titre de bailliage, s'étendait sur les paroisses de:
- Saint-Honoré,
- Préporché,
- Onlay,
- Sémelay en partie. Il était seigneur laïc de ces églises.

Fiefs
- Antrezy
- Couloise, jusqu'en 1781 réversion bordelière au profit du  seigneur de Champlevrier[12]
- Dennecy
- Chanclos
- Le Gué
- Eschenault
- Frémouzet
- Onlay
- 1427  - Terrier réalisé par maître Falconnet à la demande d'Antoine de Toulongeon, ne contenant que les redevances dues à la seigneurie de la Montagne
- 1660  - Les Picpus de Moulins-Engilbert vendent l'étang Rapine au seigneur de la Montagne.